# Bacino Murray-Darling
Il bacino Murray-Darling è una vasta area nell'entroterra sud-orientale dell'Australia, che prende il suo nome dai fiumi Murray e Darling. Il bacino, che si estende per circa un settimo della superficie nazionale , costituisce una delle più importanti aree agricole del Paese.
Si estende in larga parte negli stati del Nuovo Galles del Sud, Victoria e nel Territorio della Capitale Australiana, oltre che in parte degli stati del Queensland e dell'Australia Meridionale. Il bacino è lungo 3.375 km, mentre il fiume Murray è lungo 2.530 km.